# Kazunari Koga
Kazunari Koga (jap. 古賀 一成 Koga Kazunari; ur. 17 kwietnia 1972) – japoński piłkarz występujący na pozycji pomocnika.

## Kariera klubowa
Od 1995 do 1999 roku występował w klubie Cerezo Osaka.